# Objecte de col·lecció

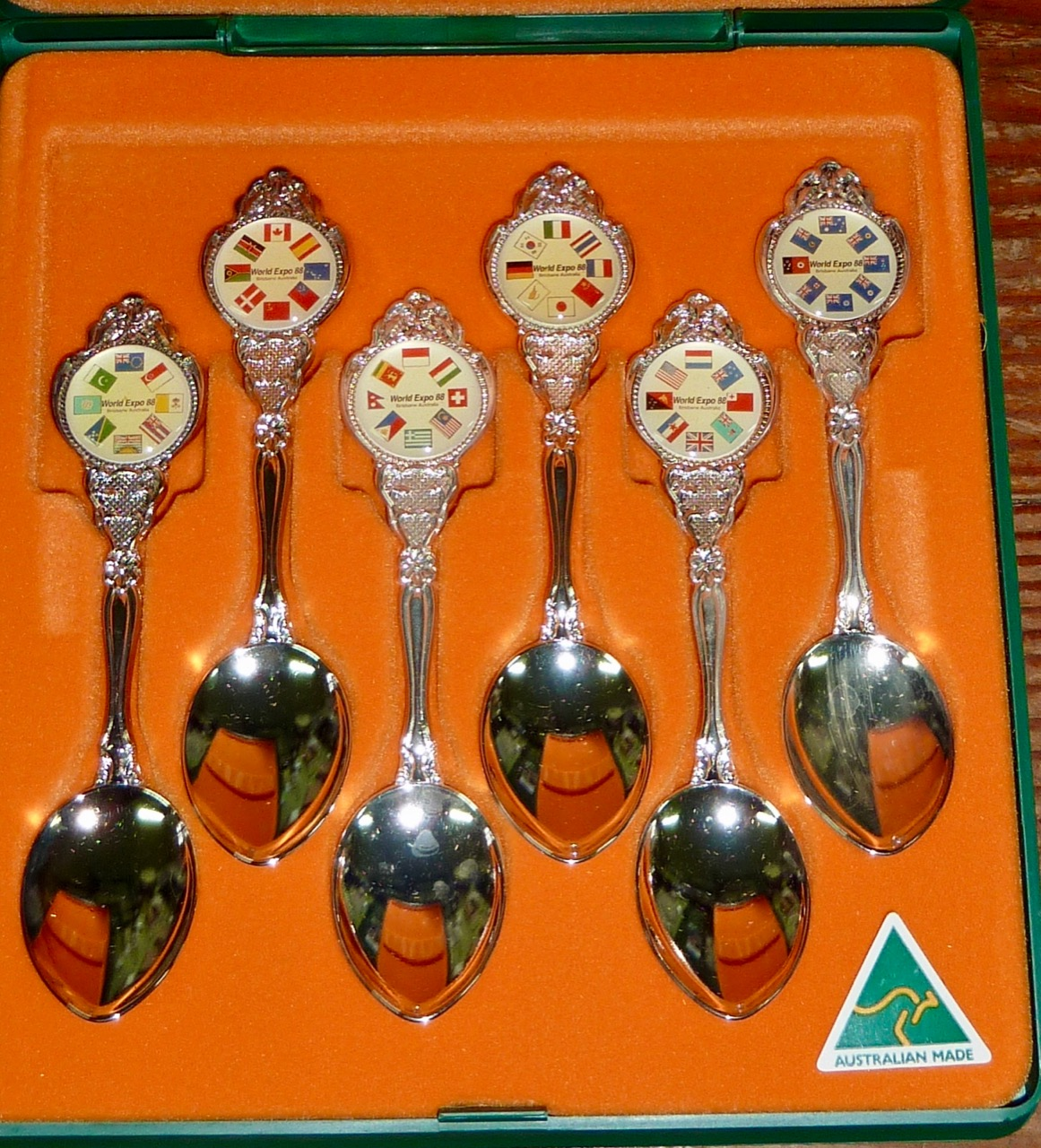
Un conjunt de culleres de te col·leccionables de la World Expo 88Exposició Mundial 88

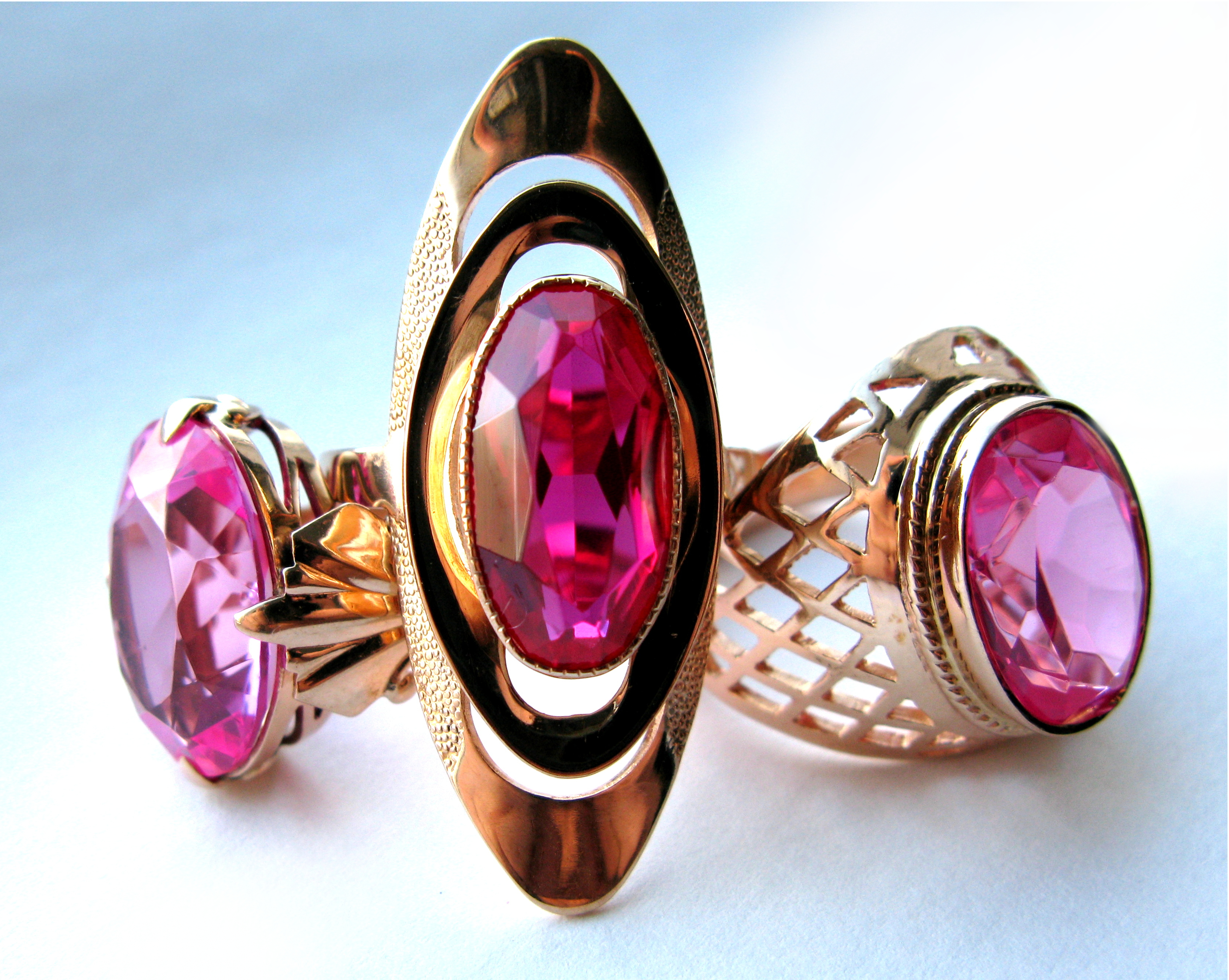
Anells d'or Soviètic col·leccionables amb rubís

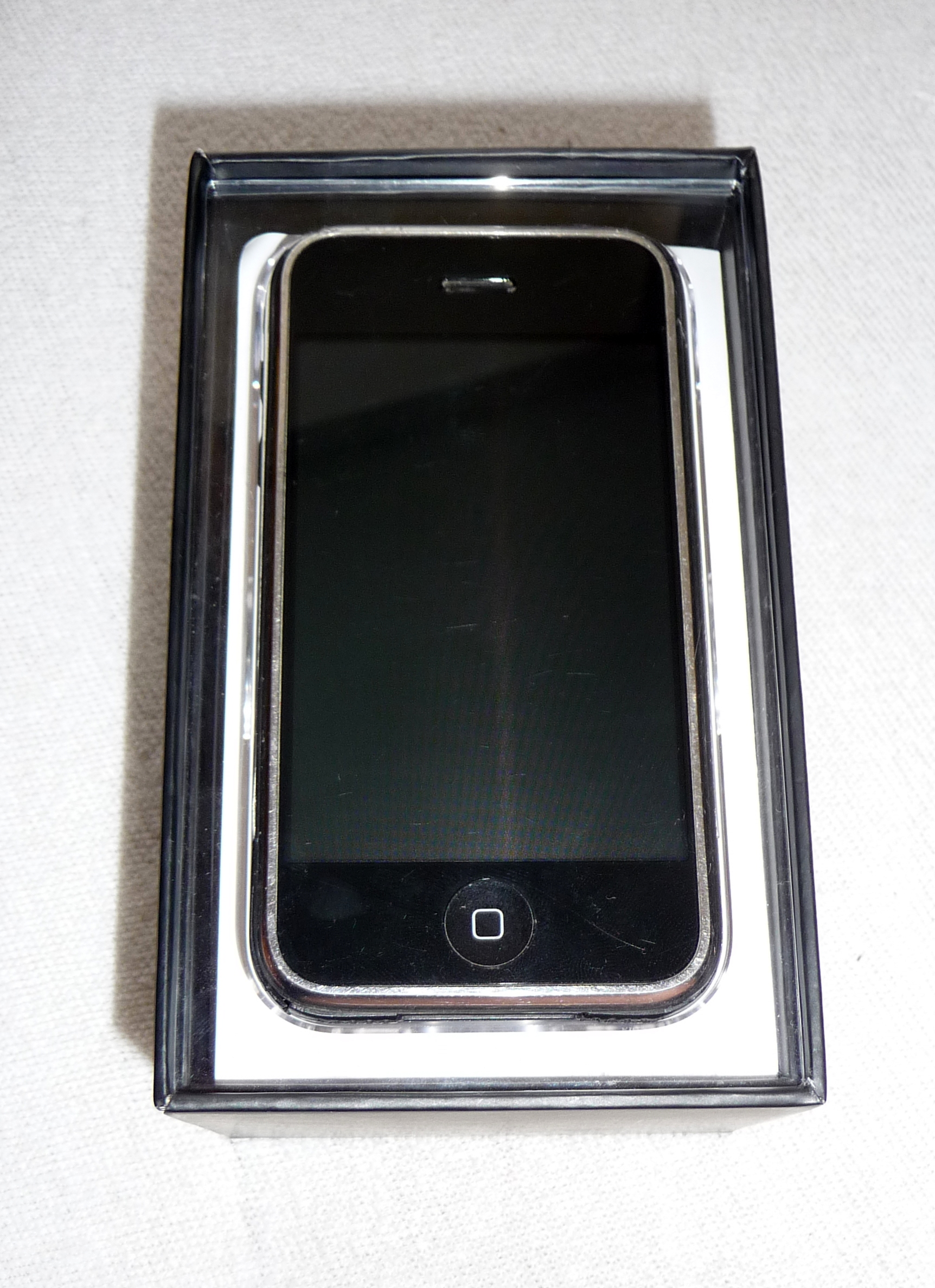
L'iPhone original a la seva caixa. Els articles de "vintage" no oberts que formen part de les línies de marca populars són àmpliament considerats com a articles de col·leccionista.

Un objecte de col·lecció o de col·leccionista és qualsevol objecte considerat com de valor o interès per a un col·leccionista. Els articles col·leccionables no són necessàriament valuosos o poc comuns. Hi ha nombrosos tipus de col·leccionables i termes per designar aquests tipus. Una antiguitat és un objecte de col·lecció que és vell. Una curiositat és quelcom que es considera únic, poc comú o estrany, com ara un element decoratiu especial. Un objecte de col·lecció fabricat és un article fet específicament perquè la gent el col·leccioni.

## Negoci d'objectes de col·lecció

### Creat per a ser col·leccionat
Un objecte de col·lecció "fabricat" (contemporani, fet per a ser col·leccionat ) és un article fet específicament perquè la gent el col·leccioni. Alguns exemples d'articles que es venen habitualment com a col·leccionables inclouen plats, figuretes, campanes, gràfics, gots i nines. Algunes empreses que produeixen objectes de col·lecció fabricats són membres de The Gift and Collectibles Guild.
Les edicions especials, les edicions limitades i les variants d'aquests termes entren dins de la categoria de col·leccionables fabricats i s'utilitzen com a incentiu de màrqueting per a diversos tipus de productes. Originalment s'aplicaven a productes relacionats amb les arts, com ara llibres, gravats o música gravada i pel·lícules, però ara s'utilitzen per a cotxes, bons vins i molts altres objectes de col·lecció. Una edició especial normalment inclou algun tipus de material addicional. Una edició limitada està restringida en el nombre de còpies produïdes, encara que el nombre pot ser arbitràriament elevat.

### Col·leccionisme al comerç
Els fabricants i els minoristes han utilitzat objectes col·leccionables de diverses maneres per augmentar les vendes. Un ús és en forma de col·leccionables amb llicència basats en propietats intel·lectuals, com ara imatges, personatges i logotips de literatura, música, pel·lícules, ràdio, televisió i videojocs. Una gran subsecció de llicències inclou publicitat, nom de marca i objectes de col·lecció de personatges. Un altre ús dels objectes col·leccionables a la venda al detall és en forma de premis (articles de valor nominal empaquetats o inclosos en el preu d'un producte minorista sense cost addicional) i primes (articles que es poden "comprar" bescanviant cupons, boxtops o proves de compra del producte juntament amb una petita tarifa per cobrir l'enviament i la manipulació). A part d'això, els objectes de col·lecció han tingut un paper important en el turisme, en forma de souvenirs.
Aquest altre camp important del col·leccionisme "els souvenirs" també és un gran negoci, de fet inclou objectes de col·leccionisme relacionats amb una persona, organització, esdeveniment o mitjans de comunicació, incloses samarretes, cartells i nombrosos altres objectes de col·lecció comercialitzats als aficionats; però també inclou elements efímers d'esdeveniments històrics, mediàtics o d'entreteniment, articles que havien de ser llençats però que els fans van guardar i van acumular els col·leccionistes.
Els objectes de col·lecció s'han convertit en un mercat enorme a nivell mundial juntament amb l'augment de l'aplicació de fitxes no fungibles (NFT) que ara s'utilitzen com a mitjà per a la venda d'objectes de col·leccionisme digitals. La mida del mercat de col·leccionables el 2020 va ser de 360.000 milions de dòlars amb un augment estimat del 4% el 2028. Els objectes de col·leccionisme digitals poden convertir-se en un flux d'ingressos fiable per als creadors a mesura que les NFT evolucionen i s'estenen.

### Col·leccionables com a inversió
Els objectes col·leccionables poden ser articles d'oferta limitada que es busquen per diverses raons, inclòs un possible augment de valor. En un sentit financer, els objectes col·leccionables es poden veure com una cobertura contra la inflació. Amb el temps, el seu valor també pot augmentar a mesura que es tornen més rars a causa de la pèrdua, el dany o la destrucció. Un inconvenient d'invertir en objectes de col·lecció és la possible manca de liquiditat, especialment per a articles molt obscurs. També hi ha risc de frau.
Els anys seixanta fins a principis dels noranta van ser anys importants per a la fabricació d'objectes de col·lecció contemporanis. Tot i que algunes persones van comprar objectes de col·lecció contemporanis per gaudir i utilitzar-los, molts els van comprar com a inversions. Es van desenvolupar mercats especulatius per a moltes d'aquestes peces. Com que tanta gent va comprar amb finalitats d'inversió, els duplicats són habituals. I encara que molts objectes de col·lecció es van etiquetar com a "edicions limitades", el nombre real d'articles produïts era molt gran. En conseqüència, hi ha molt poca demanda de molts (però no de tots) articles produïts durant aquest període, i els seus valors de mercat sovint són baixos.

### Col·leccionisme digital
La col·lecció digital té lloc a la cadena de blocs i es va popularitzar a finals de 2020 amb la bogeria de NFT del 2020-2021. Els col·leccionistes poden comprar, intercanviar i intercanviar articles digitals (NFT) associats habitualment a imatges o obres d'art. Aquests articles solen comprar-se amb criptomoneda, tot i que molts mercats també han permès comprar NFT mitjançant targetes de crèdit estàndard. Igual que en la col·lecció física, els articles poden tenir valor per diferents motius, però no són necessàriament valuosos econòmicament, rars, poc comuns o estèticament agradables. Les Curio Cards, el Rare Pepe o els CryptoPunks es troben entre els primers casos de col·leccionisme digital. El col·leccionisme digital també s'aplica a les obres d'art digitals.

## Història
El desig de col·leccionar objectes inusuals i fascinants és primordial i no es limita als humans hi ha algunes espècies animals que també ho fan, per exemple els corbs, els jardiners, els neotomes... El Gabinet de Curiositats del Renaixement va ser un antecedent tant dels museus moderns com del col·leccionisme modern.
Els primers objectes de col·lecció fabricats es van incloure com a incentius amb altres productes,Els articles populars van desenvolupar un mercat secundari i de vegades es van convertir en objecte de "manies col·leccionables" com ara paquets de cigarretes o llibrets de mistos. Finalment, molts articles col·leccionables es venien per separat, en lloc d'utilitzar-se com a eines de màrqueting per augmentar l'atractiu d'altres productes.
Per a fomentar el col·leccionisme, els fabricants sovint creen una sèrie sencera d'un objecte de col·lecció determinat, amb cada article diferenciat d'alguna manera. Entre alguns exemples hi ha per exemple els cromos esportius que representen jugadors individuals o en equips . Els entusiastes sovint intenten reunir un conjunt complet de les variacions disponibles.
Les edicions de col·leccionista són una altra manera de donar suport als col·leccionistes. Normalment es produeixen en quantitats limitades i contenen contingut addicional que pot ser valuós per a un col·leccionista. Aquesta pràctica és sobretot popular en videojocs.